# Fleix (Vienne)
Fleix è un comune francese di 157 abitanti situato nel dipartimento della Vienne nella regione della Nuova Aquitania.

## Società

### Evoluzione demografica
Abitanti censiti